# Сталінське гоніння євангельських християн

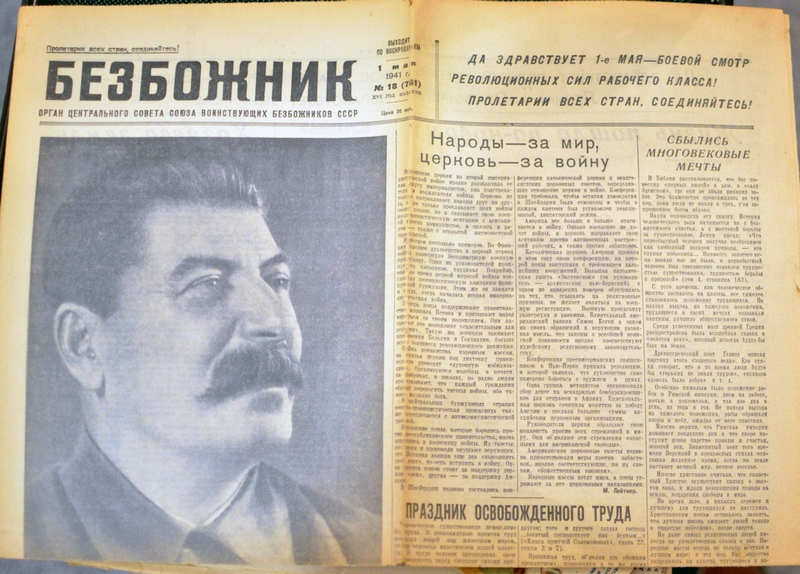
Зображення Йосипа Сталіна на щаблі газети «Безбожник» від 1 травня 1941 року

Сталінське гоніння євангельських християн — масові переслідування (репресії) євангельських християн, за офіційним визначенням радянської влади «християнських сектантів», що не відносилися до сталінської кваліфікації «церковників» (тобто православних), державою за правління Йосипа Сталіна у 1928—1953 роках; були частиною масових сталінських репресій. Серед переслідуваних «сектантів» були євангельські християни (прохановці), баптисти, п'ятидесятники, суботники, меноніти, молокани та інші. Гоніння включали пропаганду войовничого атеїзму, ліквідацію релігійних організацій, закриття молитовних будинків, а також масові арешти, ув'язнення в табори Гулагу й розстріли віруючих.

## Причини гонінь

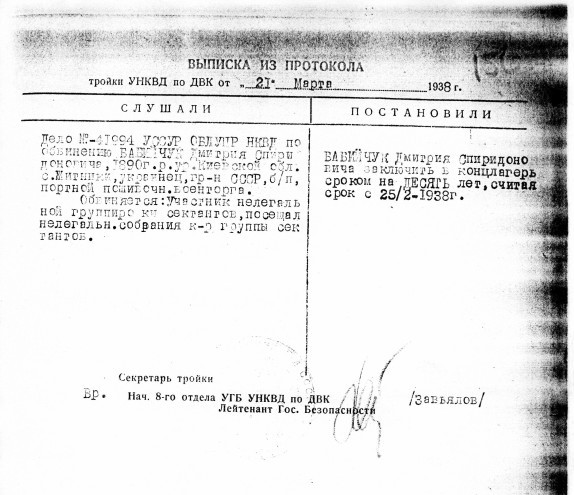
За одне засідання Трійка НКВС могла розглянути десятки кримінальних справ, тому до справи засуджених замість повноцінних вироків підшивали типові «виписки з протоколу». В даному випадку засудженому, крім відвідування зборів нелегальній (як майже всі тоді) групи «сектантів», ніяких інших звинувачень не висували

Серед причин включення віруючих різних конфесій у число цільових груп для розгортання репресій історики називають:
- непримиренність більшовицької ідеології до релігії,
- бажання прискорити процес «відмирання релігії»,
- особисту боротьбу Йосипа Сталіна за владу,
- загальне посилення репресій,
- необхідність пошуку «ворогів народу», щоб згуртувати населення й списати на них більшовицькі злочини голодоморів, колективізації та індустріалізації.

Лев Мітрохін вважав, що наступ на релігію визначали прагматичні політичні мотиви, а більш конкретно — боротьба за одноосібну владу й зміцнення в країні тоталітарного режиму, нетерпимого до незалежності й вільнодумства, яке уособлював євангельський рух. На думку Лева Мітрохіна, Сталіну потрібен був «образ ворога», щоб підтримувати у СРСР атмосферу підозрілості, доносів, «загального розшуку й страху».
Незважаючи на відсутність реальної загрози владі з боку релігійних організацій, «віруючі, особливо сектанти, були вкрай небезпечні в іншому — в ідеологічному — відношенні: вони відкрито проголошували небесного Бога вищим незаперечним авторитетом й ніяк не бажали змінити його на земного самодержця», — писав Мітрохін. З урахуванням властивого більшовикам атеїзму релігійні служителі ідеально підходили на роль «ворогів».
Ігор Курляндський пояснює сталінське гоніння євангельських віруючих двома причинами:
- проведення колективізації й розкуркулення вимагало підриву духовної основи селянства шляхом суцільного удару по релігії в поєднанні з розпалюванням низинних інстинктів у народі.,
- сама більшовицька ідеологія передрікала відмирання релігії у «щасливе майбутнє» людства, а бурхливі перетворення в країні вселяли партійним діячам ілюзію, що цей процес можна прискорити, приклавши зусилля[2].

## Ідеологічна платформа

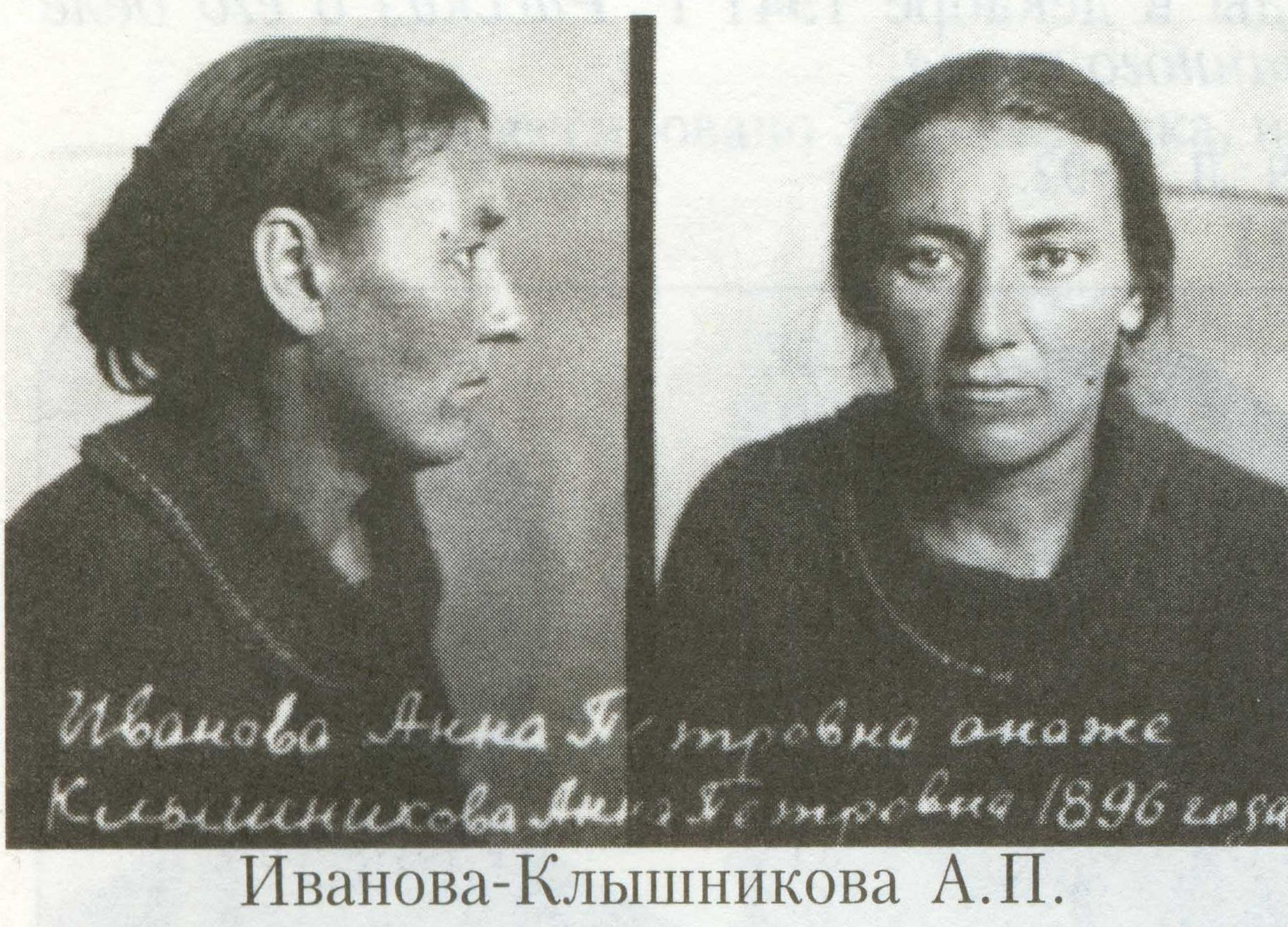
Слідом за розстріляним у 1937 році співголови Союзу баптистів СРСР Павла Іванов-Клишнікова була репресована його дружина Ганна

Ідеологічним обґрунтуванням репресій була висунута Сталіним доктрина «посилення класової боротьби у міру завершення будівництва соціалізму», вперше висловлена ним на пленумі ЦК ВКП(б) 9 липня 1928 року. Теорія класової боротьби, з точки зору більшовиків, виправдовувала репресії людей не за конкретні злочини, а за сам факт приналежності тої чи іншої людини до «ворожого класу».
Згідно з новою доктриною Сталіна, з розвитком соціалізма у СРСР протидія «ворожих класів» не тільки не слабшала, але, навпаки, посилювалася. Що, в свою чергу, мало на увазі й посилення боротьби з ними.

Просування до соціалізму не може не вести до опору експлуататорських елементів цьому просуванню, а опір експлуататорів не може не вести до неминучого загострення класової боротьби
У число ворожих «антирадянських елементів» увійшли «сектанти». Зокрема, в період Великого терору вони разом з «церковниками» (тобто православними) були згадані в якості окремого «контингенту, що підлягає репресіям» в секретному оперативному наказі НКВС СРСР № 00447 «Про операцію по репресуванню колишніх куркулів, кримінальників та інших антирадянських елементів» від 30 липня 1937 року".

## Зміни в законодавстві
8 квітня 1929 року вийшла Постанова ВСЦК і РНК РРФСР «Про релігійні об'єднання». Цей документ (з внесеними до нього пізніше доповненнями й змінами) був основним правовим актом, що регулював релігійне життя в СРСР до розпаду СРСР у 1991 році. Він фактично забороняв ту діяльність, що найефективніше сприяла християнської місії:
- створювати каси взаємодопомоги, кооперативи, виробничі об'єднання й взагалі користуватися майном, що перебуває у їх розпорядженні для будь-яких інших цілей, крім задоволення релігійних потреб;
- надавати матеріальну підтримку своїм членам;
- організовувати спеціальні дитячі, юнацькі, жіночі молитовні та інші зібрання, так й загальні біблійні, літературні, рукодійні, трудові, з навчання релігії та інші зібрання, групи, гуртки, відділи,
- влаштовувати екскурсії, дитячі майданчики,
- відкривати бібліотеки, читальні,
- організовувати санаторії та лікувальну допомогу.

На підставі цього закону та інструкції його застосування, закривалися церкви, заарештовувалися служителі й взагалі фактично притиналася будь-яка церковна діяльність євангельських громад.
18 травня 1929 року Всеросійським з'їздом Рад були прийняті зміни до статті 4 Конституції РРФСР, що раніше закріплювала за громадянами «свободу релігійної та антирелігійної пропаганди». У новій редакції статті громадянам гарантувалася «свобода релігійних віросповідань й антирелігійної пропаганди».

## Перебіг гоніння
Тетяна Нікольська виділила три основні напрями гонінь:
1. Боротьба проти релігійних організацій: конфіскація молитовних будинків та інших будівель, що належали релігійним організаціям; позбавлення реєстрації релігійних громад, спілок; закриття навчальних закладів; закриття видань, а також заборона на будь-яку активну релігійну діяльність, крім «відправлення культу» в стінах легально діючих храмів й молитовних будинків.
2. Репресії проти служителів й релігійних активістів.
3. Антирелігійна пропаганда з метою дискредитації релігії й віруючих, а також виправдання своїх дій.

### Антисектантська пропаганда

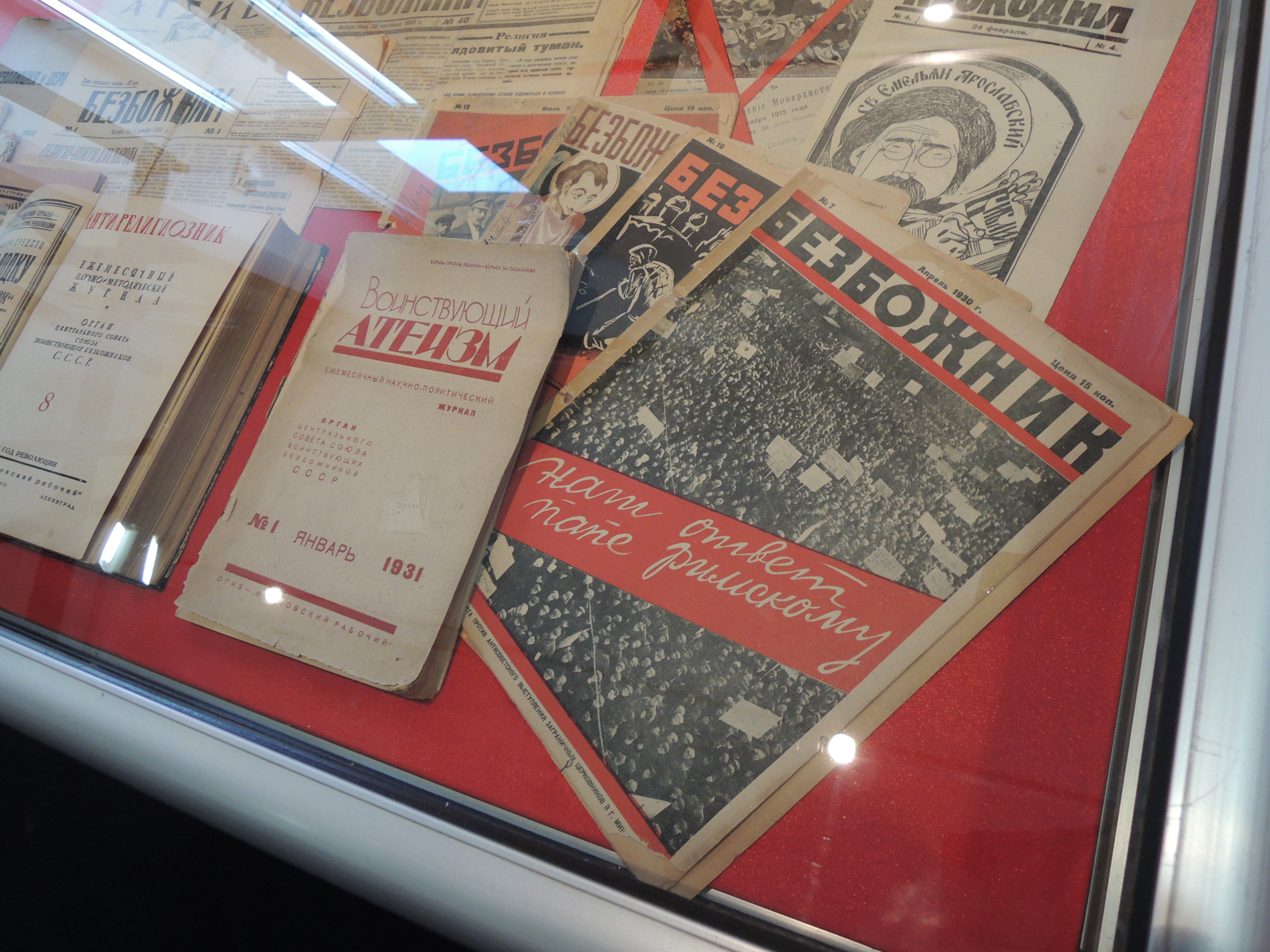
Антирелігійна література тих років

Кінець 1920-х — початок 1930-х років були піковими в діяльності всесоюзного антирелігійного товариства «Союз безбожників». Видавалися різноманітні антирелігійні видання — газета «Безбожник», журнали «Безбожник», «Антирелігійник», «Войовничий атеїзм» та інші, організовувались лекції, демонстрації, диспути, «антирелігійні паски» та інші. Суспільство мало десятки тисяч первинних осередків на заводах, фабриках, у колгоспах, у навчальних закладах. До 1936 року чисельність організації перевищила 5 мільйонів осіб, а у загонах юних безбожників перебувало понад 2 мільйонів дітей.
Згідно резолюції II з'їзду «Союзу безбожників», що відбувся у 1929 році «сектантські організації, в особі верхівок, проповідників, активістів, є політичною агентурою й політичним апаратом не тільки кулака та непмана, але й прямою політичною агентурою та військово-шпигунськими організаціями міжнародної буржуазії»
«Офіційна преса того часу ретельно колекціонувала факти, що ніби підтверджують тезу про неминучість загострення класової боротьби — зазначав Лев Мітрохін. — Але врожай був невеликий. Десь баптисти намагалися організувати трудові артілі, що складаються виключно з одновірців; настільки „ворожі“ акції були припинені з самого початку. Де були виявлені розкуркулені сектанти, що одягнувши лахміття, застерігали від вступу в колгоспи, посилаючись на власні негаразди. Повідомлялося про факти переслідування заможними баптистами своїх незаможних „братів й сестер“, що вступили у колгосп, про створення спеціальних фондів на підтримку „відмовників“, про поширення „святих листів“, що залякували близьким кінцем світу й карою, що спіткає віруючих, які прийняли печатку Антихриста, тобто вступили до колгоспа…»

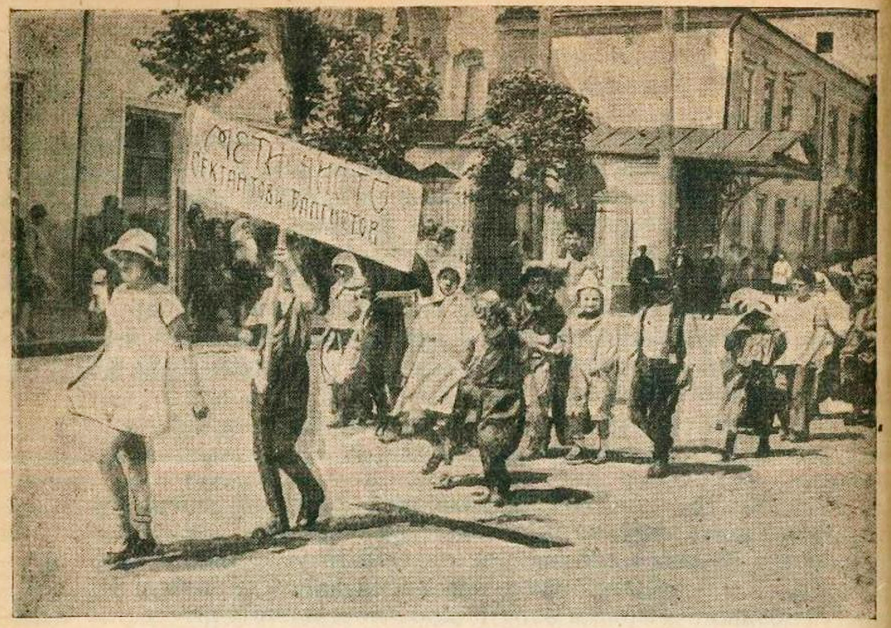
Колона дітей на демонстрації з гаслом «Вимітай чисто сектантів й баптистів» (Білорусія), не пізніше 1932 року.

15 травня 1932 року, через 3 місяці після затвердження конференцією ВКП(б) другого п'ятирічного плану, Союз войовничих безбожників спланував свою, «безбожну п'ятирічку»:
- першого року — закрити всі духовні школи, що ще залишилися;
- другого року — провести масове закриття храмів, заборонити видання релігійних творів та виготовлення предметів культу;
- третього року — вислати всіх служителів культу за кордон;
- четвертого року — закрити храми всіх релігій, що ще залишилися;
- п'ятого року — закріпити досягнуті успіхи.

Таким чином передбачалося, що до 1 травня 1937 року в СРСР з релігією буде покінчено.
Втім, починаючи з 1932—1933 років діяльність «Союзу войовничих безбожників» неухильно йшла на спад: влада все менше її потребувала, бо надавала прямі репресії понад «просвітницьким» методам боротьби з релігією.

### Позбавлення прав

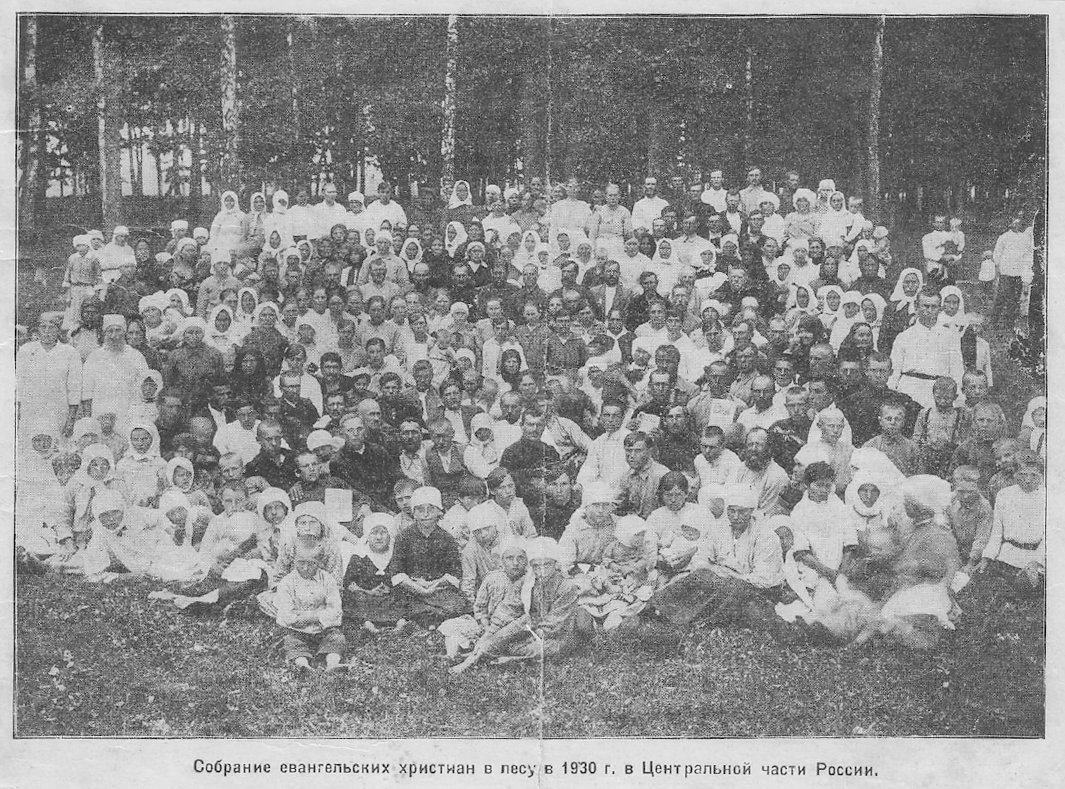
Збори євангельських християн у лісі 1930 року у Центральній частині Росії

З кінця 1920-х років християнські служителі (пресвітери, диякони, проповідники, благовісники, біблійні працівники) позбулася виборчих прав. «позбавленцями» ставали й просто активні віруючі, — переважно у списки «позбавленців» вносилося до 50 % членів громад. На практиці позбавлення виборчих прав тягло за собою виключення з профспілок, звільнення зі служби, позбавлення пенсій, втрату права користуватися кооперацією, позбавлення хлібного пайка та інше.
Завідувач секретаріату голови ВЦВК СРСР, аналізуючи потік скарг, що надходять «з місць», так характеризував ситуацію:
«Ніяких ознак елементарної революційної законності по відношенню до них, як позбавленців, не існує. На місцях панує повний свавілля і нерозуміння політики партії у цьому політично важливому питанні. Всі заходи органів місцевої влади спрямовані до того, щоб за одне з кулаками, „розкуркулити“ і служителів культу. Це незаконне „розкуркулення“ проводиться під виглядом податкового обкладення. Служителів культу намагаються обкласти по всіх лініях і в таких розмірах, щоб вони не змогли виконати висунуті їм вимоги. І тоді у них конфіскується все майно, навіть найнеобхідніше для сім'ї, а сім'я виселяється. Такого роду заходи проводяться іноді в судовому, а частіше — в адміністративному порядку, при чому це виселення не обмежується тільки виселенням з будинку. Бувають випадки посилання служителів культу у віддалені місця Союзу РСР на ряд років (напр., Вологодської губ.). Там, де проходять лісозаготівлі, служителі культу та члени їх сімей мобілізуються на ці роботи, не рахуючись ні зі статтю, ні з віком, ні зі здоров'ям. Місцями ці утиски служителів релігійного культу переходять у буквальне знущання. Наприклад, [були] випадки мобілізації служителів культу в Барнаульском окрузі для очищення свинарників, стайнею, вбиралень тощо».

### Боротьба проти релігійних організацій
В ході репресивної кампанії християнські союзи (баптистів та євангельських християн тощо) були тимчасово розпущено, більшість співробітників спілок — заарештовано, припинили діяти регіональні союзи та відділи.

#### Федеративний союз баптистів
В кінці 1928 року припинилося видання журналу «Баптист України», у середині 1929 року — журналу «Баптист». З арештом Павла Іванова-Клишнікова припинилася робота біблійних курсів, так й не зробили жодного випуску випускників з часу відкриття (кінець 1927 року).
У грудні 1929 року голова Федеративного союзу баптистів СРСР Микола Одинцов писав: «Ми були змушені в результаті загальної відсутності грошей, що надходили (раніше) з провінції, припинити діяльність Союзу». У травні 1930 року у Москві було конфісковано будинок, що належав Союзу баптистів, на якому розміщувалася канцелярія Союзу, біблійні курси й житлові квартири працівників правління Союзу. За спогадами одного з віруючих, жінка-баптистка працювала массажисткою й іноді отримувала у подарунок від пацієнтів цукерки та пряники. Ними вона ділилася з Одінцовим, коли він приходив голодним й сідав на лавці, чекаючи допомоги.
В грудні 1930 року залишилися на волі (значна частина служителів вже перебувала в тюрмах й засланнях) члени правління й ради Союзу баптистів отримали дозвіл на відновлення Союзу, було призначено організаційний пленум. За спогадами Лідія Вінс (дружини голови Далекосхідного союзу баптистів Петра Вінса), ходом пленуму активно цікавилося ГПУ, що бажало впровадити у правління своїх агентів. Напередодні пленуму деяких учасників викликали до ГПУ для «профілактичної бесіди». Вінса, який в колі віруючих обурювався втручанням ГПУ, заарештували ще до початку пленуму. Стало відомо, що деякі із запрошених на пленум учасників було заарештовано ще до свого прибуття до Москви.
Союз було відновлено, проте в силу Постанови ВЦВК РРФСР від 8 квітня 1929 року «Про релігійні об'єднання», його діяльність була, в основному, номінальною. Протягом 5 років було заарештовано (й здебільшого розстріляно або загинуло у таборах) члени правління: Павло Іванов-Клышников, Одінцов Микола, Павло Дацко, Михайло Тимошенко та інші, в результаті чого у 1935 році Союз остаточно припинив своє існування.

#### Всесоюзна рада євангельських християн

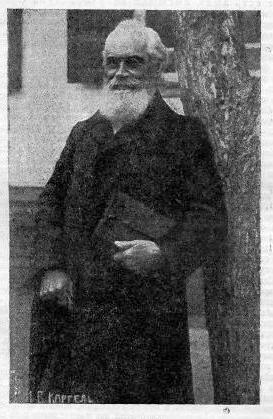
Богослов Іван Каргель (1849—1937)

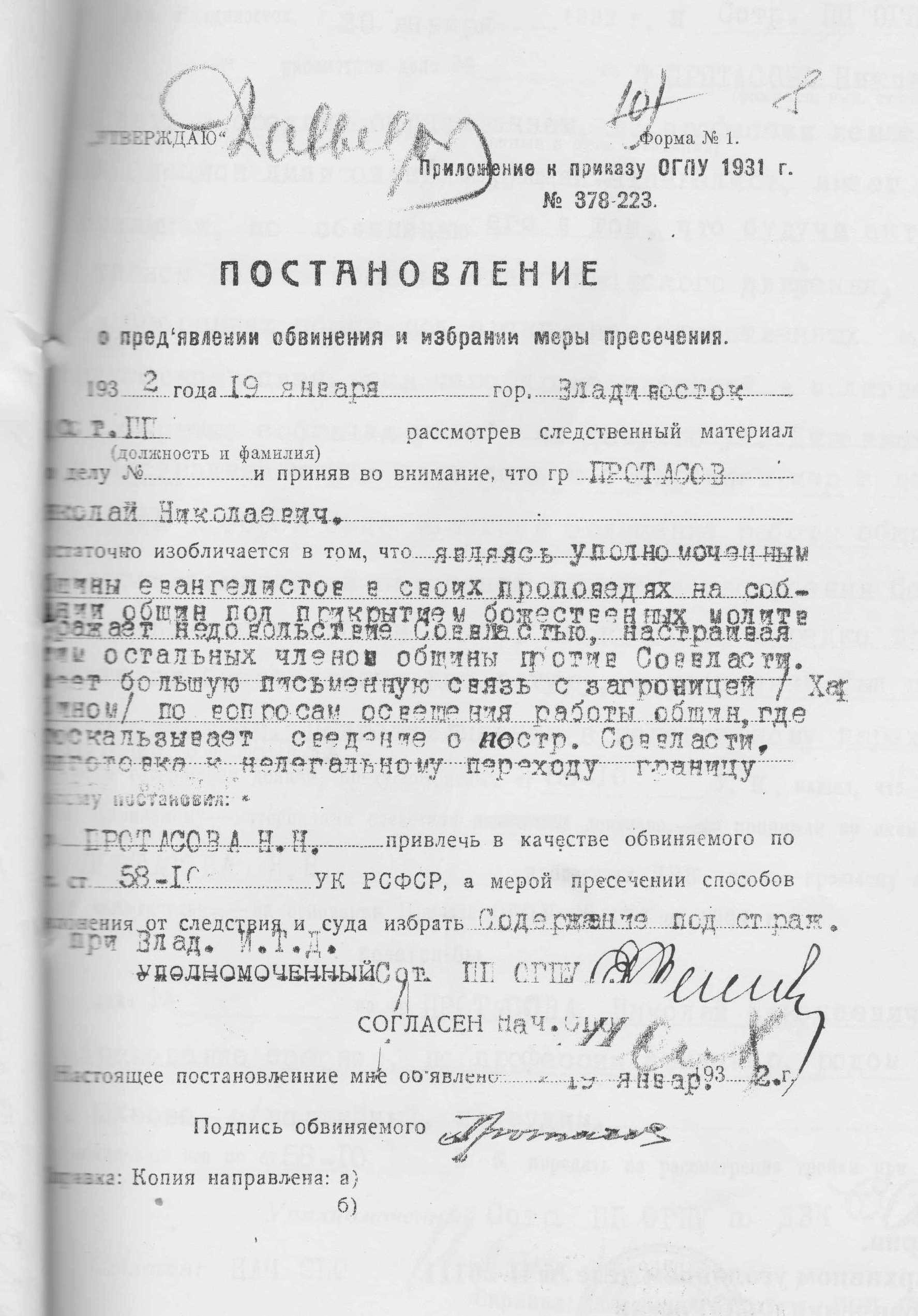
Постанова про пред'явлення обвинувачення та обрання запобіжного заходу проповіднику євангельських християн Миколі Протасову

У 1928 році лідер євангельських християн Іван Проханов не повернувся у СРСР з закордонної поїздки. Журнал «Християнин» виходив до кінця 1928 року, після чого його випуск припинився. У травні 1929 року рішенням розширеного президії Всесоюзної ради євангельських християн (ВСЄХ) діяльність Ради була припинена, члени Ради були змушені перейти на іншу роботу. У 1929 році були закриті Ленінградські біблійні курси, організовані Прохановим у 1923 році. Богослов Іван Каргель був заарештований прямо на курсах й висланий з Ленінграда. Повторно він був заарештований у 1937 році (у 88-річному віці), але незабаром відпущений додому — помирати. Три його дочки (віруючі) до того часу були арештовані: Олену розстріляли у 1938 році, Єлизавета та Марія не один рік провели у ГУЛАЗі. 28 серпня 1931 року відбулася нарада ВСЄХ з участю 40 делегатів, на якому було прийнято рішення клопотати про відновлення діяльності ради. У раду були обрані: Яків Жидков та ще десять членів. Про долю одного з них немає відомостей, всі інші, крім Олексія Андрєєва й Михайла Орлова, пізніше були заарештовані. Орлов й Андрєєв очолили ВСЄХ, що номінально залишився існувати.

#### Регіональні союзи та відділи
В 1928—1931 роках припинили діяльність регіональні союзи та відділи баптистів та євангельських християн. До теперішнього часу їх історія, в основному, не вивчена. У тих регіональних союзах й відділах, про яких є інформація, що керівництво було, в основному, репресовано (див. статті ДССБ, ДОВСЄХ, ССБ).

### Конфіскації молитовних будинків й позбавлення громад реєстрації
Наступ на релігію супроводжувалося конфіскацією молитовних будинків й позбавленням громад реєстрації. Характерно, що в самий розпал репресій партія як й раніше строго застерігала проти насильницьких заходів щодо релігії. У Постанові ЦК ВКП(б) «Про боротьбу з викривленнями партлінії у колгоспному русі» від 14 березня 1930 року були засуджені «абсолютно неприпустимі викривлення партлінії у області боротьби з релігійними забобонами». «Це не просто розходження слів зі справою, офіційних декларацій з реально діючими службовими інструкціями. Це лицемірство, зведене у буденність, цинізм, як невід'ємна риса поводження з населенням», — зазначав Лев Мітрохін.
У Самарі восени 1929 року, відразу слідом за закриттям Волго-Камського союзу баптистів, рішенням суду було конфісковано молитовний будинок й все майно самарської громади, віруючим заборонили збиратися на богослужіння. Все це супроводжувалося хвилями обшуків й арештів.
У Ленінграді та його околицях, де на приблизно 10 громад євангельських християн й приблизно стільки ж громад баптистів, які діяли у 1920-ті роки, був тільки один Будинок Євангелія, збудований вірними у 1910—1911 роках. На цю будівлю претендували осередки РКП(б) Балтійського заводу й заводу «Червоний цвяшник». У 1930 році Будинок Євангелія було відібрано у віруючих, а всі громади, крім громади Дому Євангелія закриті. Через 2 дні після передачі Будинку Євангелія заводу «Електроапарат», на ньому з'явився яскраво-червоний аншлаг зі словами: «Релігія — опіум для народу!», «Перетворимо вогнища мракобісся на осередки культурних заходів!».
У Москві остання громада баптистів після арешту пресвітера Павла Павлова офіційно проіснувала до 1935 року. Омська громада баптистів до 1935 року проводила богослужбові збори у молитовному будинку, побудованому віруючими у 1910 році. У 1935 році будинок було конфісковано й переобладнано для розміщення кінного резерву обласної міліції.
До 1936 році майже усі громади євангельських християн й баптистів були зняті з реєстрації, їх старші — у більшості репресовані, молитовні будинки (у кого були) — конфісковані.

### Період Великого терору
Найбільш важким часом для віруючих став період Великого терору 1937—1938 років. Підставою для масових репресій віруючих став таємний оперативний наказ НКВС СРСР № 00447 «Про операцію по репресуванню колишніх куркулів, кримінальників та інших антирадянських елементів» від 30 липня 1937 року, виданий в рамках виконання рішення Політбюро ЦК ВКП(б) № П51/94 «Про антирадянські елементи» від 2 липня 1937 року.
У наказі 00447 перераховувалися ворожі для Радянської влади «елементи» (включаючи «в минулому репресованих церковників й сектантів»), які називалися «головними призвідниками всякого роду антирадянських й диверсійних злочинів». Наказ наказував «самим нещадним чином розгромити всю цю банду антирадянських елементів».
Репресованих належало розділити на дві категорії в залежності від ступеня ворожості. Жертви першої категорії пропонувалося розстріляти, й другої — кинути у табори й в'язниці на 8-10 років. Для кожного регіону СРСР було встановлено число тих, кого слід віднести до кожної з категорій.
Всупереч поширеній думці поточні доноси з реалізації наказу № 00447 грали незначну роль. Масштаби репресій, централізація процесу, необхідність підігнати кількість жертв під «контрольні цифри» змушували НКВС поставити процес на «потік»: арешти проводилися на підставі картотек місцевих органів держбезпеки, а також свідчень заарештованих. Тетяна Нікольська описує випадок, коли влада у 1938 році запропонувала віруючим відновити реєстрацію громади, а слідом за переданими списками членів громади для реєстрації провели арешти.
У відповідності з наказом № 00447 розгляд справ здійснювали Трійки НКВС, що складаються з начальника обласного управління НКВС, секретаря обкому та прокурора області. Матеріали для розгляду надавалися органами НКВС, розгляд відбувався заочно, протокол не вівся, процедура була вільною. Колишній чекіст М. Шрейдер описав у мемуарах порядок роботи «трійки» по Івановській області: складалася повістка, або так званий «альбом», на кожній сторінці якого значилися ім'я, по батькові, прізвище, рік народження й скоєний «злочин» заарештованого. Після чого начальник обласного управління НКВС червоним олівцем писав на кожній сторінці велику букву «Р», що означало «розстріл», й розписувався. У той же вечір або вночі вирок виконувався. Зазвичай інші члени трійки підписували сторінки «альбому-повістки» заздалегідь, «авансом».
Оскільки значна частина служителів до цього часу була репресована, масові арешти з наступними розстрілами й ув'язненнями до таборів ГУЛАГу проводилися серед рядових членів громад. Також під репресії цього періоду потрапила частина раніше засуджених служителів, у яких закінчилися терміни ув'язнення. Наприклад, благовісника Далекосхідного відділу ВСЄХ Володимира Блуштейна, за спогадами його сина Всеволода, було засуджено у 1933 році, проте, після відбуття 5-річного терміну так й не випущено з табору. Його розстріляли після відмови зректися Христа у газетній публікації. Ще одним таким прикладом є голова Федеративного союзу баптистів Микола Одинцов, розстріляний у 1938 році — після арешту у 1933 році й відбуття 3-річного строку й заслання.
В цілому, на підставі наказу № 00447 з серпня 1937 року до листопада 1938 року 390 тисяч осіб було страчено, 380 тисяч відправлено у табори ГУЛАГу (початкові квоти були перевищені у декілька разів). У загальній масі репресованих, за даними НКВС, «церковники й сектанти» склали 50 769 осіб, тобто 6,6 %. Не представляється можливим точно сказати, яка частка серед них була євангельськими віруючими. На думку Андрія Савіна, «їх частка, очевидно, порівнянна з кількістю репресованого православного кліру та перевищує кількість священнослужителів інших конфесій».

### Завершальний етап
Великий терор Сталіна проти віруючих почав стихати восени 1938 року. Тим не менш гоніння тривало ще більше двох років, хоча носило вже не масовий, а точковий характер. Так, наприклад, пресвітер російської баптистської громади у Ризі Роберт Фетлер з дружиною й 5 дітьми були репресовані 14 червня 1941 року, — незабаром після окупацією 1940 року Латвії Червоною армією. Роберт Фетлер й двоє його синів (19 і 20 років) загинули у ГУЛАЗі, а його дружина з трьома доньками (молодшої 10 років) — заслані до Красноярського краю.
Тимчасове припинення переслідувань прийшло лише з початком німецько-радянської війни. «Як це не парадоксально звучить, але, за гіркою іронією, саме війна врятувала всі церкви від повного винищення, давши їм можливість продемонструвати свою лояльність. Натомість Сталін дав деякі нові свободи, правда, не підкріплені захистом закону», — вважає Вальтер Заватський.

## Чисельність жертв гоніння серед Євангельських християн й баптистів
Абсолютна більшість пресвітерів було репресовано. Віруючі почали переходити на нелегальне становище у нереєстровні, хатні зібрання. На Передкавказзі, півдні України, Надволжі й у Центрально-Чорноземній області тільки за 1929—1933 роки чисельність євангельських християн й баптистів скоротилася в 2-10 разів, аналогічні процеси спостерігалися й у інших регіонах. Одночасно різко зросла чисельність євангельських християн й баптистів в краях заслання, наприклад, якщо під Фрунзе у Киргизії у 1930 році було до 150 баптистів, то у 1933 році їх стало 1850 осіб.
В книзі Андрія Дементьєва «Авен-Езер. Євангельський рух у Приморському краї. 1898—1990 роки» наведено поіменний список репресованих євангельських християн і баптистів Приморського краю, заснований, головним чином, на Базі даних про жертви політичних репресій в Приморському краї. У списку 102 людини (90 з них були страчені або померли в місцях позбавлення волі), що становило близько 6 % від чисельності євангельських християн й баптистів у Приморському краї на 1927 рік.
За оцінкою Георгія Вінса, взагалі у ході репресій, починаючи з 1929 року, було заарештовано до 25 тисяч євангельських християн й баптистів. З урахуванням менонітів й баптистів Інгерманландського союзу, що близькі за віровченням до євангельських християн й баптистів, загальне число заарештованих, за оцінкою Георгія Вінса перевищило 50 тисяч віруючих.